# STS-35
STS-35 e тридесет и осмата мисия на НАСА по програмата Спейс шатъл и десети полет на совалката Колумбия. Мисията е трябвало да се проведе през март 1986 г. като мисия STS-61E, но е отложена заради катастрофата на совалката Чалънджър. Основната цел на полета е извеждането в орбита на рентгеновия телескоп и е пети по програмата Спейслаб.

## Екипаж

### Основен
| Пост                           | Астронавт                            |
| ------------------------------ | ------------------------------------ |
| Командир                       | Ванс Бранд четвърти космически полет |
| Пилот                          | Гай Гарднър втори космически полет   |
| Специалист на мисията 1        | Джефри Хофман втори космически полет |
| Специалист на мисията 2        | Джон Лаундж трети космически полет   |
| Специалист на мисията 3        | Робърт Паркър втори космически полет |
| Специалист по полезния товар 1 | Самуел Дурънс първи космически полет |
| Специалист по полезния товар 2 | Роналд Паризи първи космически полет |

- Броят на полетите е преди и включително тази мисия.

### Резервен
| Пост                           | Астронавт     |
| ------------------------------ | ------------- |
| Специалист по полезния товар 1 | Кенет Нордсик |
| Специалист по полезния товар 2 | Джон Бартоу   |

- Само за С. Дурънс и Р. Паризи.

## Полетът
Първоначално датата на изстрелването е планирана за 16 май 1990 г. и совалката е разположена на площадка 39А. При предстартовите огледи е решено старта да се отложи за 30 май поради технически неизправности. Впоследствие са открити и други проблеми, които не можели да бъдат отстранени на стартовата площадка и на 12 юни совалката е свалена от космодрума. На 9 август совалката е отново извадена на площадка 39А, а старта и отново е отложен няколко пъти. На 8 октомври совалката е прехвърлена на площадка 39В, за да направи място на совалката Атлантис, мисия STS-38. Планираната нова дата не е спазена заради разразилия се тропически ураган „Клаус“ и намерените впоследствие дребни технически проблеми. Всички проблеми са отстранени и новата дата за старт е насрочена след приключване на мисия STS-38. След още едно забавяне совалката е изстреляна на 2 декември в 1:49 източно време, девети нощен старт на совалките и втори за „Колумбия“. Това е едно от най-забавените изстрелвания на совалка.
Основната цел на полета е денонощно наблюдение на небесната сфера в ултравиолетовия и рентгеновия спектър с помощта на телескопа Astro-1. Тя се състои от четири телескопа: ултравиолетовия телескоп „Хопкинс“ – Hopkins Ultraviolet Telescope (HUT); ултравиолетовия фото-поляриметър „Уисконсин“ – Wisconsin Ultraviolet Photo-Polarimeter Experiment (WUPPE), ултравиолетовият телескоп – Ultraviolet Imaging Telescope (UIT), монтирани на насочващата система на инструментите Instrument Pointing System (IPS). За постигане на денонощното наблюдение екипажът е разделен на две Гарднър, Паркър и Паризи са в червения отбор, а синия — Хофман, Дурънс и Лаундж. Командирът В. Бранд няма отбор и координира дейността на мисията. Извършени са 231 наблюдения на 130 небесни обекти при комбиниран цикъл от 143 часа.
По време на полета е проведено късовълново радиопредаване на данни между наземни радиолюбители и совалката (Р. Паризи), а експериментът се нарича Amateur Radio (SAREX) II. На 7 декември астронавтът Д. Хофман проведе урок от космоса на тема относно електромагнитния спектър и обсерваторията Astro-1.
Продължителността на мисията е намалена с един ден поради предстоящо лошо време в основното място за кацане — базата Едуардс, Калифорния. Кацането става на писта 22 в Edwards Air Force Base в 21:54 на 10 декември 1990 г. Продължителността на мисията е 8 денонощия 23 часа и 5 минути. Това е четвъртото нощно кацане на космическа совалка.

## Параметри на мисията
- Маса:
  - При излитане: 121 344 кг
  - При кацане: 102 462 кг
  - Маса на полезния товар: 12 095 кг
- Перигей: 352 км
- Апогей: 362 км
- Инклинация: 28,5°
- Орбитален период: 91.7 мин

## Галерия
- Подготовка на Astro-1 за полет.
- „Колумбия“ на стартова площадка 39А, в дъното — площадка 39В.
- Старта на мисия STS-35.
- Извеждането нa телескопа Astro-1.
- Р. Паркър работи с апаратурата на Astro-1.
- Поглед към Австралия от космоса.
- Д. Хофман и С. Дурънс по време на първия урок от космоса. Първа вратовръзка в космоса.
- Намибия от космоса.
- Традиционен портрет на екипажа.
- Специалистите по мисията С. Дурънс и Р. Паризи работят.
- Друг поглед към телескопа.
- Телескопът е отново прибран в совалката.
- „Колумбия“ докосва земята.
- Совалката се прибира в Космическия център „Кенеди“ от базата „Едуардс“.